# Hiei Chu Patera
L'Hiei Chu Patera è una struttura geologica della superficie di Venere.